# Валадор
Валадо́р — деревня в Вавожском районе Удмуртии. Входит в муниципальное образование «Водзимоньинское».

## История
В 1964 г. Указом Президиума ВС РСФСР деревня Куреггурт переименована в Валадор.

## Население
| 2010 | 2012 |
| ---- | ---- |
| 61   | ↗64  |

## Инфраструктура
Улица Широкая